# Date A Live
Date A Live (яп. デート・ア・ライブ Дэ:то а райбу) — серия ранобэ, написанных Коси Татибаной. На основе ранобэ было снято аниме, которое транслировалось на Tokyo MX с 6 апреля по 22 июня 2013 года. Первая серия предпоказа аниме вышла 16 марта 2013 года. Также был доступен предпоказ в более низком качестве на Niconico, который транслировался с 31 марта по 16 июня 2013 года. После окончания первого сезона, был анонсирован второй сезон под названием Date A Live II, транслировавшийся с 11 апреля по 13 июня 2014 года. В августе 2015 года состоялся выход полнометражного аниме-фильма под названием Date A Live Movie: Mayuri Judgement. В октябре 2018 года, был анонсирован третий сезон аниме-сериала под названием Date A Live III от J.C.Staff, премьера состоялась 11 января 2019 года.
Date A Live IV - премьера состоялась в апреле 2022 года 
Date A Live V премьера состоялась в апреле 2024 и последний эпизод этого сезона вышел 26 июня 2024 года. 

## Сюжет
В сердце Евразии 30 лет назад в результате неизвестного явления, впоследствии названного «Пространственным разломом», было уничтожено около 150 миллионов человек. После этого «пространственные разломы» меньшей силы все ещё появляются в Японии, предвещая появление существ из другого измерения, именуемых «Духами». Однажды во время одного из них Cидо Ицука сталкивается с таинственной безымянной девушкой, которую он потом называет Тока (от яп. 夜刀神十香 - [yatogami tohka]). От своей сестры Котори он узнаёт, что Тока является одним из «Духов», которые ответственны за «пространственные разломы» и гибель людей. Чтобы предотвратить угрозу для человечества, он должен заставить Току влюбиться в него, для чего ему нужно пойти с ней на свидание. В течение сериала, Cидо таким образом запечатывает ещё множество духов.

## Персонажи

### Главные персонажи
Сидо Ицука (яп. 五河 士道 Ицука Сидо:) — главный герой истории. Ученик старшей школы. В последний день летних каникул «Пространственный разлом» уничтожил часть его родного города. Понимая, что его сестра находится в самом его центре, он спешит убедиться, что с ней всё в порядке. Вместо своей сестры в эпицентре выброса он встретил таинственную девушку в доспехах. Не успел он очнуться от произошедшего, как очутился на борту корабля «Фраксинус» организации «Рататоск», где его младшая сестра Котори оказалась начальницей. Ему объяснили, что та девушка — «дух», и единственный способ остановить разрушения, причиняемые ею, это заставить её влюбиться в Землю и её обитателей. И в роли её возлюбленного должен выступить Сидо. Благодаря силе Котори, которую он запечатал 5 лет назад, он может залечивать любые раны.
Сэйю: Нобунага Симадзаки
Тока Ятогами (яп. 夜刀神 十香 Ятогами То:ка) — главная героиня истории, так называемый «дух». В AST ей присвоили кодовое имя «Принцесса». Имя Тока ей дал Сидо при её второй встрече с ним. При прибытии на землю она вызывает «Пространственный разлом», феномен, уничтожающий всё на своём пути, именно поэтому за ней охотится АSТ — Anti-Spirit Team (секретная организация, занимающаяся уничтожением духов), из-за чего она ненавидела людей и стремилась уничтожить угрозу для её жизни. Всё изменилось, когда Сидо сказал, что не бросит её, после чего она начала ему доверять. На Земле для неё всё в новинку, поэтому не может удержаться при виде вкусной еды. Испытывает сильные романтические чувства к Сидо. Её ангел Сандалфон принимает форму трона с мечом.
Сэйю: Марина Иноуэ
Тэнка Ятогами (яп. 夜刀神 天香 Ятогами Тэнка) — инверсия и истинная личность Токи Ятогами, использующая в качестве оружия одноручный меч, именуемый Нахемой, считающейся одной из сильнейших Королей Демонов. Тэнка впервые дебютировала в 7 томе ранобэ, когда Эллен собиралась убить Cидо. Именно сильнейшее потрясение, отчаяние и безысходность побудили Току войти в инверсию и тем самым пробудить Тэнку.
Сэйю: Марина Иноуэ
Котори Ицука (яп. 五河 琴里 Ицука Котори) — сводная младшая сестра Сидо, а по совместительству начальница «Рататоск». Первый из «духов», прирученных человечеством, после чего она хочет помочь всем остальным «духам». Она сказала Сидо, что только он может остановить духов. А сделать это очень просто — заставить духа влюбиться в Сидо. Котори имеет как бы две личности, что показывается на её лентах на голове. Белая лента делает её заботливой младшей сестрёнкой, любящей своего брата; чёрная же лента превращает её в цундере. 5 лет назад неизвестным способом получила силы огненного духа и случайно устроила сильный пожар в городе, но была запечатана Сидо. Также не помнит событий, произошедших 5 лет назад, когда она стала духом. Ангел Котори — Камаэль, боевой топор, который может принимать форму пушки вместо её правой руки.
Сэйю: Аяна Такэтацу
Оригами Тобиити (яп. 鳶一 折紙 Тобиити Оригами) — одноклассница Cидо. Отличница, спортсменка, лучшая ученица в школе. Влюблена в Cидо (любит его настолько, что шпионит за ним и готова выполнить любые его прямые и не очень просьбы). Является членом организации АSТ (Anti-Spirit Team), одна из лучших в своей команде. Её цель — отомстить духам за смерть её родителей, которые погибли в пожаре, вызванном духом 5 лет назад. Ради своей цели она присоединилась к AST в надежде найти его и отомстить, из-за чего её спокойное и расчётливое поведение резко меняется, сменяясь на истерию. В 10 томе ранобэ, было выяснено, что Оригами так же является духом. В 11 томе была призвана инверсия девушки.
Сэйю: Мисудзу Тогаси

### Духи
Духи — это существа, пришедшие на Землю из другого измерения. Их появлению предшествует «Пространственный разлом». Каждый дух обладает различными уникальными способностями (астральное одеяние и призываемые ими ангелы). Они не помнят своего прошлого и зачем появились в этом мире.
Ёсино Химэкава (яп. 氷芽川四糸乃 Химэкава Ёсино ) — вторая девушка-«дух», спасённая Сидо, кодовое имя «Скиталец». Имеет очень застенчивый характер. Ёсино использует куклу на своей левой руке для общения. Её ангел — Задкиэль — гигантский плюшевый кролик, которого она трансформирует и управляет им своей правой рукой. Она способна выдыхать морозный воздух, чем замораживает членов отряда АSТ и близкую к ней территорию. Ёсинон (кукла) — другая личность Ёсино, которую она создала из желания не быть одной. Если забрать её куклу, она сразу впадает в отчаяние и может вызвать своего ангела.
Сэйю: Иори Номидзу
Куруми Токисаки (яп. 時崎 狂三 Токисаки Куруми) — третий «дух», который появляется в данном сериале. Самая жестокая из всех «духов» данной серии. По данным Рататоска убила более 15 000 человек. Её левый глаз представляет собой часы с движущими в противоположном направлении стрелками, что означает её жизнь. Становится одноклассницей Cидо, сразу начинает с ним заигрывать, чем навлекает на себя гнев Токи и Оригами. Она очень агрессивна в своих действиях, что сбивает с толку Cидо в его миссии по покорению сердца Куруми. Её ангел — Зафкиэль — массивные часы с винтовками и пистолетами. Сдвигая стрелки этих часов, она может контролировать время.
Сэйю: Асами Санада
Ямай Кадзамати (яп. 風待 八舞 (かざまち やまい） Кадзамати Ямай) — пятый «дух». Кодовое имя — «Берсерк». Изначальная личность, из которой сформировались Кагуя и Юдзуру. Жила задолго до начала основных событий ранобэ и анимэ. У Ямай была сестра-близнец, Яёй, умершая в утробе матери еще до того, как зародыш полноценно сформировался. Сама Ямай погибла в ДТП, когда выбежала на проезжую часть, пытаясь спасти ребёнка. Получила кристалл сефиры от Мио Такамии, находясь на грани смерти. При соединении с кристаллом умершая Яёй попыталась спасти сестру. В результате этого родились Кагуя (Яёй) и Юдзуру (Ямай). Из этого следует, что истинной Ямай считается Юдзуру, а погибшей в утробе матери — Кагуя.
Кагуя Ямай (яп. 八舞 耶倶矢 Ямай Кагуя) — близнец (клон) Юдзуру. Её ангел Рафаил принимает форму копья, также она способна управлять потоками ветра. Может, совместив силу с Юдзуру, вызвать лук со стрелами, которые имеют высокую проникающую способность.
Сэйю: Маая Утида
Юдзуру Ямай (яп. 八舞 夕弦 Ямай Юдзуру) — близнец (клон) Кагуи. Её ангел Рафаил принимает форму маятника, она также способна управлять потоками ветра, как и Кагуя.
Сэйю: Сара Эми Бридкатт
Мику Идзаёй (яп. 誘宵 美九 Идзаёй Мику) — дух. Кодовое имя «Дива». До встречи с Сидо не переносила мужчин. Её ангел Габриэль способен подчинять людей. Когда-то была человеком, успешной певицей.
Сэйю: Минори Тихара
Нацуми Кёно (яп. 鏡野 七罪 Кёно Нацуми) — седьмой дух, спасенный Сидо. Кодовое имя — «Ведьма». До встречи с Сидо ненавидела свою внешность и при помощи ангела Ханиэля превратила себя в красивую и привлекательную девушку. Ангел Нацуми способен копировать облик и способности любого человека и/или предмета.
Сэйю: Аюми Мано
Ниа Хондзё (яп. 本条 二亜 Хондзё Ниа) — восьмой дух. Кодовое имя — «Сестра». В далеком прошлом была успешной мангакой, но в определенный промежуток времени её пленили DEM. Ангел Нии — Разиэль. Он способен давать ей информацию о любом человеке (однако есть некоторые условия), месте и даже событии.
Сэйю: Хитоми Набатамэ
Мукуро Хосимия (яп. 星宮 六喰 Хосимия Мукуро) — девятый дух. Кодовое имя — «Зодиак». Жила в космосе и долгое время не контактировала с людьми. Чтобы избавиться от чувства одиночества, запечатала свои эмоции при помощи своего ангела Михаэля.
Сэйю: Акари Кагияма
Мио Такамия (яп. 崇宮澪 Такамия Мио) — дух происхождения. Была создана Айзаком Рэем Перамом Уэсткоттом, Эллиотом Болдуином Вудманом, Карен Норой Мазерс и Эллен Мирой Мазерс при помощи «Формулы духа». Ее кодовое имя — Дэус. Ответственна за превращение людей в духов.

### Рататоск
Рататоск (яп. ラタトスク Рататосуку) — организация, специально созданная для мирного решения проблем появления «пространственных разломов» и «духов». Организация была создана исключительно для Сидо, так как он единственный, кто может запечатать силу духа мирным путём. Командный центр находится на дирижабле «Фраксинус», откуда координируются все миссии Сидо.
Фраксинус — дирижабль, который находится в воздухе над городом, и использует для своей маскировки защитное поле, делающее его невидимым.
Рэйнэ Мурасамэ (яп. むらさめ れいね Мурасамэ Рэинэ) — главный аналитик на «Фраксинусе», также по совместительству медик, хотя она не имеет должной лицензии на это. Может оказывать первую медицинскую помощь при необходимости. Переводится в школу, где учится Сидо, в качестве помощника классного руководителя, для наблюдения. Она всегда говорит прямо и беспечно, выглядит постоянно усталой и сонной. Является двойником Мио Такамии.
Сэйю: Ая Эндо

### AST / КАД (Anti-Spirit Team / Команда Антидух)
Anti-Spirit Team — специальное подразделение Японских сил самообороны, которое было создано с одной целью: противостоять духам и в итоге устранить угрозу, исходящую от них. Бойцы AST используют специальные костюмы, которые повышают порог человеческих возможностей и дают возможность им на равных сражаться с духами. Из-за особенностей костюмов, они не могут сражаться с духами в зданиях, что ограничивает их возможности.
Рёко Кусакабэ (яп. くさかべ りょうこ Кусакабэ Рё:ко) — В свои 27 лет является капитаном сил самообороны Японии и AST. Чувствует ответственность за жизни своих подчинённых. Не любит, когда вспоминают её возраст, так как она самая старшая из Anti-Spirit Team.
Сэйю: Ао Такахаси
Мана Такамия (яп. 崇宫真那 Такамия Мана) — временный второй лейтенант подразделения AST, переведённая из DEM (Deus Ex Machina), которая расположена в Англии. Она управляет новым прототипом костюма для борьбы с духами, разработанным специально для неё. Является настоящей сестрой Сидо. Она не помнит ничего, что происходило 5 лет назад, но у неё есть фотография, которая служит единственным доказательством, что у неё был брат.
Сэйю: Мисато

### DEM (Deus Ex Machina)
Крупная корпорация, штаб-квартира которой находится в Англии. Единственная в мире, кто может производить боевые костюмы для AST. DEM имеет большое влияние в высших кругах правительства и является конкурентом «Рататоск» в решении проблемы с «Духами».

## Медиа-издания

### Ранобэ
При написании автор использовал канонические мотивы, поэтому имена всех персонажей имеют числовой иероглиф. По версии ресурса Oricon, в период с 21 ноября 2011 по 18 ноября 2012 года Date A Live попало в «TOP 20» самых продаваемых ранобэ в Японии, заняв 17 место с тиражом в 300000 экземпляров.

### Манга
По данному произведению было создано три манги «Date A Live», «Date A Strike» и «Date A Origami». Создание первой манги «Date A Live» было объявлено в апреле 2012 года, с иллюстрациями, сделанными Ринго. Манга публиковалась в ежемесячном журнале Monthly Dragon Age, первый том вышел в августе 2012 года. В апреле 2013 года в выпуске журнала Monthly Dragon Age было объявлено, что адаптация манги прекращается в связи с ухудшением здоровья Ринго.

### Аниме
Производством аниме-адаптации занималась студия AIC PLUS+, главным режиссёром был назначен Кэйтаро Мотонага, который известен по таким аниме как Jormungand и Школьные дни. Арт-директор — Хисаси Сайто, работавший над такими аниме как Sora no Otoshimono и Mobile Suit Gundam SEED, адаптацией сценария занимался Хидэки Сиранэ, известный по аниме Queen’s Blade.
Премьера состоялась 6 апреля 2013 года на Tokyo MX, также каждая серия была доступна за неделю до её показа на Niconico в низком качестве. Финальный эпизод был показан 16 июня на Niconico и 22 июня в эфире Tokyo MX.
Открывающая тема «Date A Live» исполнена вокальной группой Sweet ARMS, состоящей из Иори Номидзу, Каори Садохара, Мисудзу Тогаси и Мисато. В сезоне используется четыре закрывающие темы: «Hatsukoi Winding Road», «Save The World», «Save My Heart» и «Strawberry Rain».

### Видеоигра
Рекламный ролик видеоигры под названием Date A Live: Rinne Utopia (яп. デート・ア・ライブ 凜祢ユートピア Дэ:то а райбу Ринне ю:топиа), был показан на Anime Contents Expo 2013. Разработкой занимались Compile Heart и Sting Entertainment, выход игры состоялся 27 июня 2013 года.

## Критика
Рецензент сайта Anime News Network Терон Мартин написал, что «Date A Live» «может иметь интересную и забавную концепцию, которая будет реализована, но до сих пор она весьма прямолинейная». Также он отметил, что «рисунки, анимация и особенно музыкальное сопровождение достаточно неплохие, но этого недостаточно». Ребекка Сильверман: «В общем, это не отлично, но при этом было ясно созданное, так что не поклонники гарема также смогут найти, чем наслаждаться. Честно говоря, если „Date A Live“ будет больше времени, таким, каким оно хочет быть (гарем), и в меньшей степени надуманным (научная фантастика), возможно, оно было бы намного более приятным». Карло Сантос сказал, что «„Date A Live“ осмелился издеваться над знакомствами сим-жанра, хотя это не совсем уровень „God Only Knows“. Также как и сим-знакомства, только со смешными научно-фантастическими последствиями. Анимация выходит смелая и динамическая во время сцен „пространственного разлома“, так что, похоже, здесь потрачено много творческих усилий. Также будет сложно балансировать в стиле романтики и научной фантастики, чтобы спасти мир, но это может просто тянуть его».